# Trzęsienie ziemi w Şamaxı (1902)
Trzęsienie ziemi w Şamaxı – trzęsienie ziemi, które miało miejsce w mieście Şamaxı 31 stycznia?/13 lutego 1902 roku.

## Historia
Trzęsienia ziemi w Şamaxı w powtarzały się wielokrotnie. Miały one miejsce w 1667, 1669, 1671, 1806, 1859 i 1872 roku. Otto Wilhelm Hermann von Abich po trzęsieniu ziemi w 1859 roku przewidział, że kolejne zniszczy miasto.
Dzień 31 stycznia?/13 lutego 1902 w Şamaxı był słoneczny i mroźny. Około 8 i 11 rano miały miejsce dwa niewielkie wstrząsy. O godzinie 12:50 spod ziemi wydobył się huk, po którym nastąpiło silne trzęsienie ziemi. Spowodowało ono zawalenie się domów. Część mieszkańców zginęła, bo nie byli w stanie otworzyć drzwi, które się zaklinowały. Gdy chmura pyłu opadła mieszkańcy zobaczyli swoje miasto w ruinie. Potem zaczęły się pożary spowodowane przewróceniem się piecyków, którymi ogrzewali się mieszkańcy podczas mroźnego dnia.
Po pierwszym wstrząsie, mieszkańcy zaczęli odkopywać zasypanych. Pracowali niemal w całkowitych ciemnościach z powodu gęstych kłębów kurzu i dymu. Miały też miejsce wstrząsy wtórne, ale nie były tak silne. Do rana 14 lutego naliczano około 40 silniejszych i słabszych wstrząsów. 17 lutego do Şamaxı wysłano batalion strzelców i oddział piechoty z 200 namiotami. Ich pomoc była jednak spóźniona, a spod ruin wydobywano już tylko zwłoki. Spośród pięciu tysięcy domów ocalało tylko około tysiąca. Reszta miała mniejsze lub większe uszkodzenia. Mieszkańcy zostali bez dachu nad głową. Pomimo zimna, ludzie nocowali na zewnątrz bojąc się zamieszkania w uszkodzonych budynkach. Bogaci mieszkańcy budowali namioty z dywanów i koców, w których nocowali, biednym pozostały płonące ogniska. Brakowało jedzenia i wody. Część mieszkańców zdecydowała się opuścić miasto. Po kilku dniach wśród ocalonych pojawiły się przypadki zachorowań na szkarlatynę i tyfus. W kolejnych dniach po trzęsieniu pogoda nie poprawiała się, było mroźno, a nawet zaczął padać śnieg.

## Przyczyny i skutki trzęsienia
Badanie przyczyn i skutków trzęsienia ziemi w Şamaxı rozpoczęto jeszcze w tym samym roku. Brał w nich udział geolog, specjalista od trzęsień ziemi Karol Bohdanowicz. Opublikował on w 1902 roku na ten temat artykuł Nieskolko zamieczanij o ziemletriasienii w Szemachie w Biuletynie Akademii Nauk w Petersburgu.
Już w lutym 1902 roku naukowcy ustalili dwie przyczyny ogromnych zniszczeń i ofiar. Po pierwsze: większość Şamaxı znajdowała się na terenach o słabym podłożu. Druga przyczyna leżała w tradycyjnym budownictwie. Tamtejsza ludność budowała domy z miejscowego kamienia na słabej zaprawie glinianej i co najważniejsze z ciężkim płaskim dachem. Bardzo łatwo ulegały one zniszczeniu, w przeciwieństwie do drewnianych domów w rosyjskiej części miasta. Powodem takiej formy budownictwa było przywiązanie mieszkańców do tradycji oraz bieda.
Naukowcy postawili pytanie: czy miasto należy odbudować w tym samym miejscu, czy też przenieść do nowej, bezpieczniejszej sejsmicznie lokalizacji? Mieszkańcy Şamaxı stanowczo sprzeciwili się opuszczeniu miasta (i grobów przodków), choć utrzymanie go na dawnym miejscu nie przynosiło żadnych korzyści ekonomicznych, ponieważ po poprzednim trzęsieniu ziemi z 1859 roku Şamaxı utraciła status stolicy guberni i miasta leżącego na skrzyżowaniu szlaków handlowych.
W 1892 roku miasteczko liczyło 24 tysiące mieszkańców. Szacuje się, że w wyniku trzęsienia ziemi zginęło 2000, a niektóre źródła podają że nawet 3000 osób. Zniszczenia objęły też okoliczne wioski.